# Slotje Ter Aalst

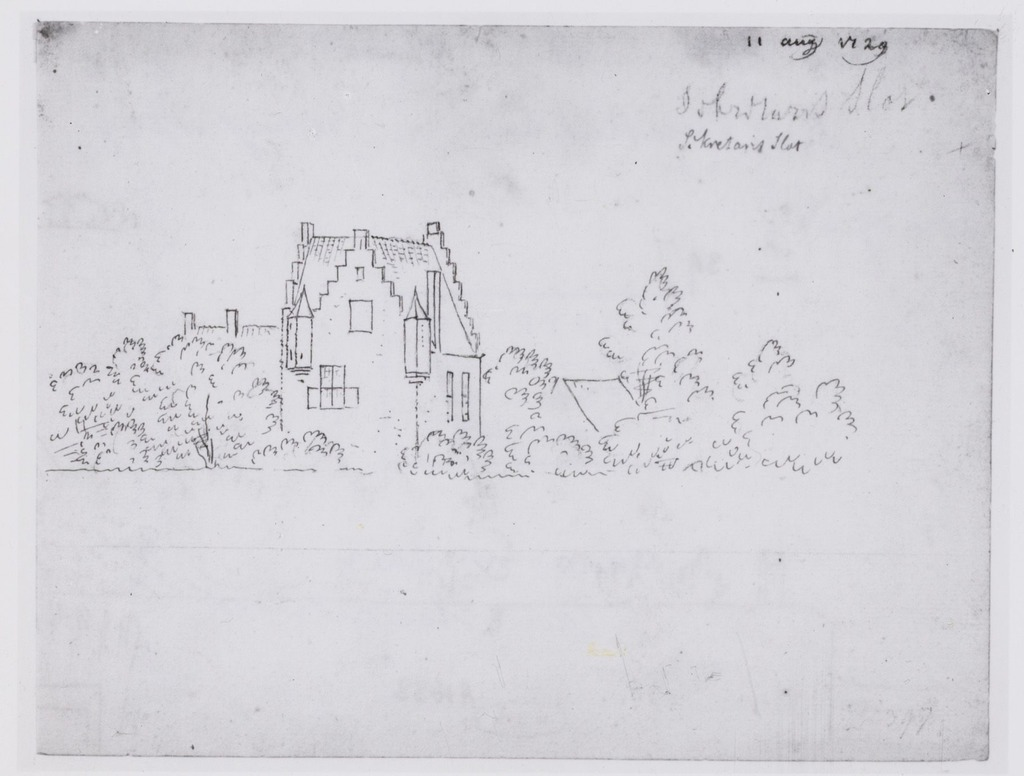
Tekening van het slotje uit 1729

Het Slotje Ter Aalst (ook: Bersselaar genaamd) is de naam van een verdwenen slotje te Oosterhout in de Nederlandse provincie Noord-Brabant. Het kasteel was een van de zeven slotjes van Oosterhout, waarvan er nog vijf resteren.
Het slotje bevond zich nabij de Willem van Duivenvoordestraat, die de vroegere oprijlaan naar het slotje is. Het slotje is vernoemd naar de eerste bewoners.
Ter Aalst was een eenvoudige omgrachte edelmanswoning met een neerhuis. In 1635 werd het huis nog geheel vernieuwd. De bijbehorende schuur werd eind 17e eeuw als schuurkerk gebruikt. Begin 18e eeuw werd het poortgebouw afgebroken en werden de grachten gedempt. Sloop volgde in 1848.
De eerste bezitter was Turk van Aalst. Hierna kwam het slotje aan Jan van Bersselaar. In 1726 kwam een deel in bezit van Johanna van Gils en in 1759 was Jan Adriaan van Raamsdonk de eigenaar. In 1832 verkocht diens weduwe het huis aan Johannes Hendrik van den Broek.